# Tzamarot Ayalon
Tzamarot Ayalon es un barrio de Tel Aviv, Israel, en el lado centro-este de la ciudad. Se ha clasificado como el barrio más rico de Israel.
El vecindario está subdividido en dos zonas por la calle Ya'akov Dori. Al sur de la calle se encuentran la estación central de trenes Tel Aviv Savidor, la terminal de autobuses Tel Aviv 2000 y el parque Volovelsky. Al norte de la calle hay otra zona residencial conocida como Parque Tzameret. Se compone de once lujosos edificios de apartamentos de gran altura, con uno más en construcción a partir de 2019, rodeados de espacios verdes. Las 133 ha del área se han modelado siguiendo proyectos similares en otras ciudades, incluyendo Londres y París. Sólo el 18% de la superficie se verá edificada. Se construirán dos plazas en los lados sur y norte del barrio unidas por una avenida de 60 metros (196,9 pies). Se plantarán árboles maduros y vegetación a lo largo de dicha avenida. En total, se construirán 1.747 apartamentos en el barrio de 6000 metros cuadrados (64 583,5 ft²) con edificios comerciales y públicos. Los límites este y oeste del área estarán delimitados por muros de 4,5 metros (14,8 pies) que functionan como barreras acústicas.
Aprobado en septiembre de 2002, el primer proyecto en completarse en el barrio fue Yoo Tel Aviv.

## Historia

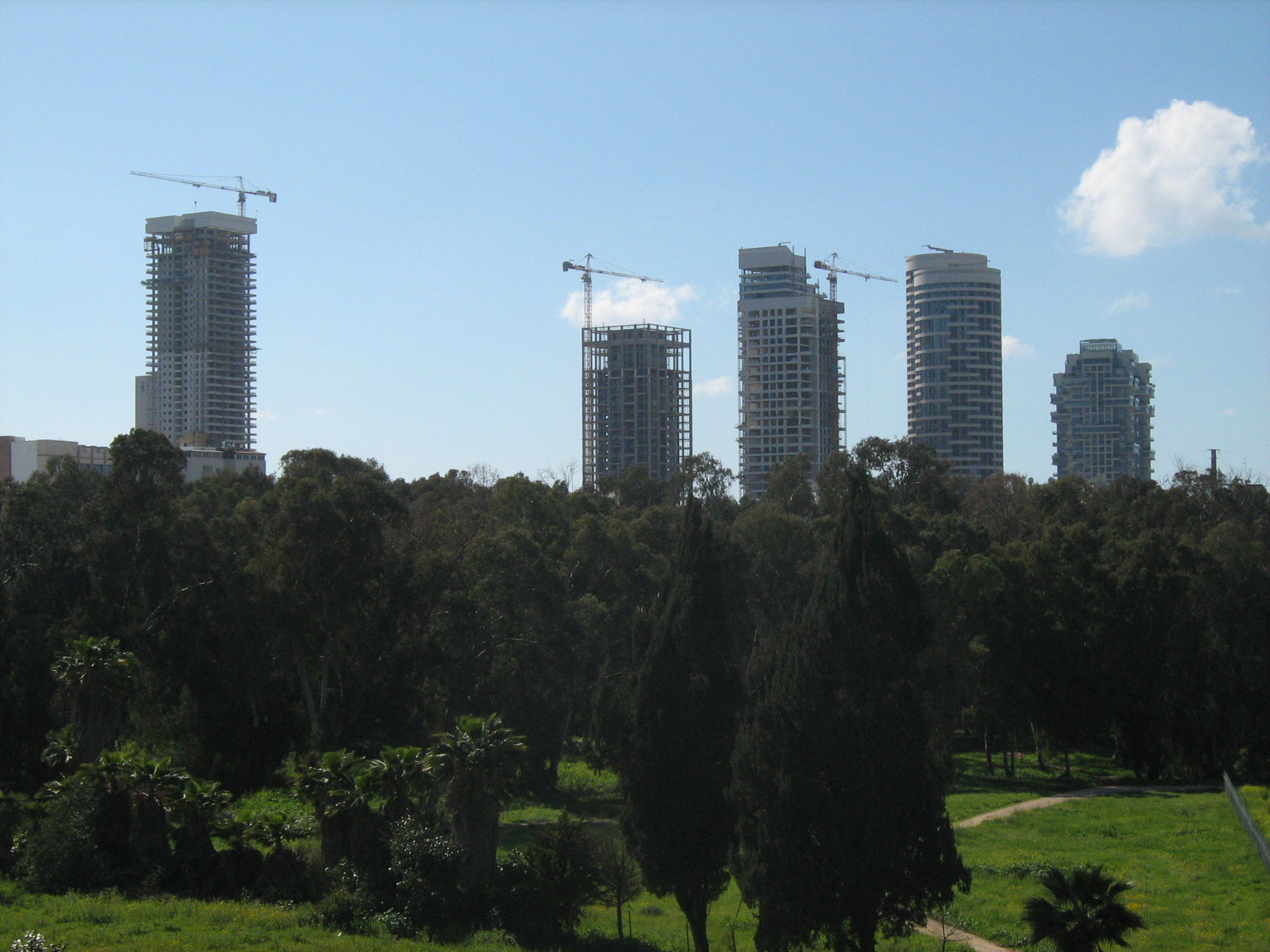
Barrio residencial Park Tzameret en construcción

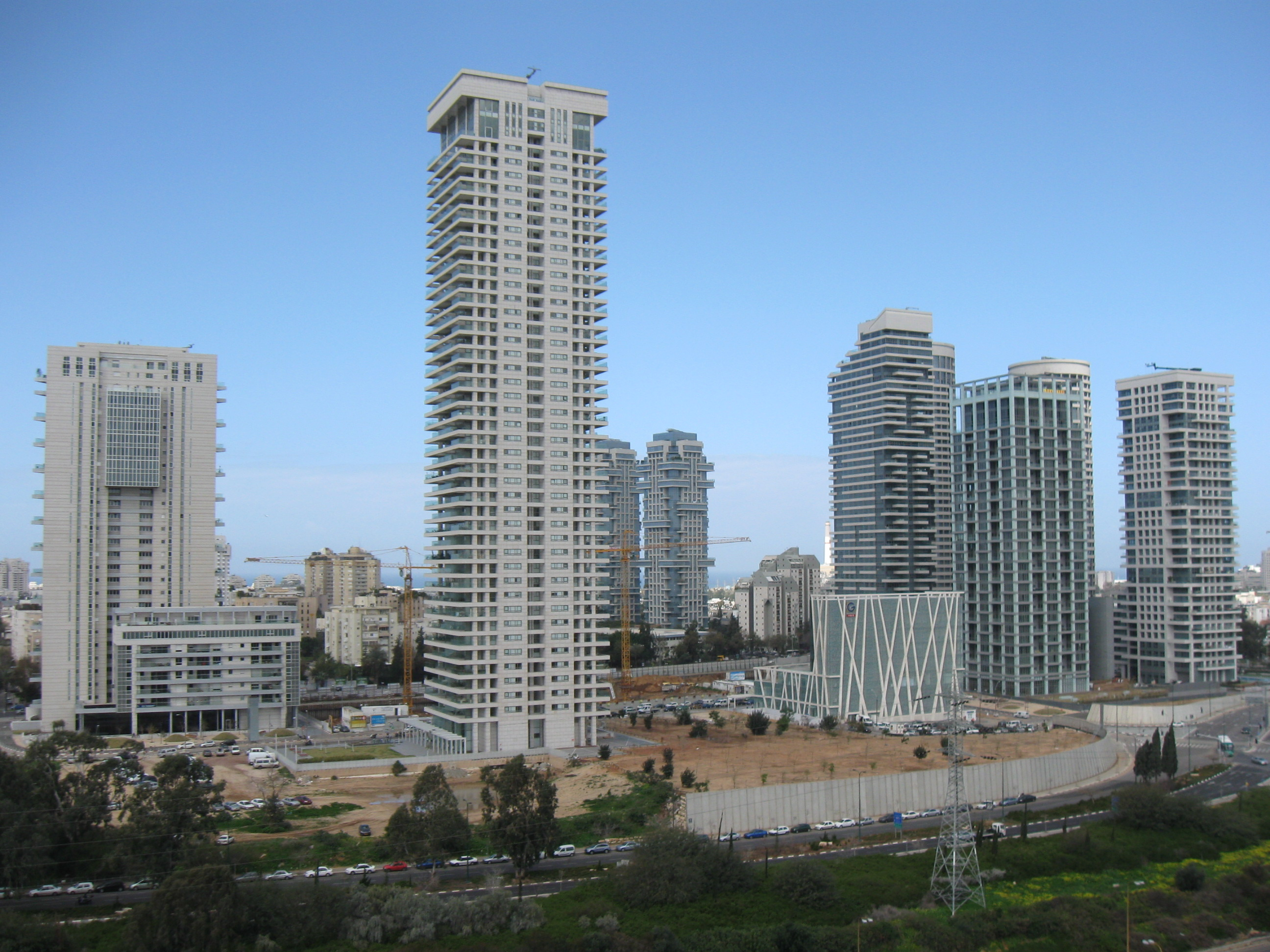
Una vista del Parque Tzameret desde el este, marzo de 2011

La zona del Parque Tzameret era parte de una aldea beduina llamada Jamasin al-Gharbi, que fue evacuada durante la guerra árabe-israelí de 1948. Las casas vacías se utilizaron para albergar a los refugiados judíos de la Segunda Guerra Mundial y aquellos del éxodo judío de las tierras árabes. El barrio se integró a Tel Aviv y se llamó Giv'at Amal Gimel (Colina Amal C). La creación del Parque Tzameret condujo a la demolición de casas antiguas, acompañado de una larga batalla legal y negociaciones para la compensación de los residentes de Giv'at Amal que inevitablemente serían desplazados.

## Edificios en el parque Tzameret
Esta tabla muestra las torres del Parque Tzameret por rango, altura y estado actual. Ocho edificios han sido completados, tres están en construcción y dos están aprobados.
| Rango | Edificio               | Height  | Height | Pisos | Estado     | Inicio | Terminado |
| ----- | ---------------------- | ------- | ------ | ----- | ---------- | ------ | --------- |
| 1     | Rom Tel Aviv           | 173.1 m | 571 ft | 50    | Topped out | 2016   | (2021)    |
| 2     | W Prime                | 156 m   | 511 ft | 46    | Acabado    | 2012   | 2015      |
| 2     | W Tower                | 156 m   | 511 ft | 46    | Acabado    | 2006   | 2009      |
| 4     | Yoo Tower 2            | 142 m   | 465 ft | 41    | Acabado    |        | 2007      |
| 5     | Manhattan Tower        | 140 m   | 459 ft | 41    | Acabado    | 2005   | 2009      |
| 6     | Yoo Tower 1            | 128 m   | 420 ft | 39    | Acabado    |        | 2007      |
| 7     | Aviv BaTzameret Tower  | 108 m   | 354 ft | 32    | Acabado    |        | 2010      |
| 8     | W Boutique Tower       | 108 m   | 354 ft | 31    | Acabado    | 2010   | 2013      |
| 9     | NAM Tower              | 101 m   | 331 ft | 30    | Acabado    |        | 2010      |
| 10    | BSR Tzameret Tower 2   | 108 m   | 354 ft | 30    | Acabado    | 2010   | 2013      |
| 11    | BSR Tzameret Tower 3   | 108 m   | 354 ft | 30    | Acabado    | 2010   | 2013      |
| 12    | One Tower              | 90 m    | 295 ft | 29    | Acabado    |        | 2008      |
| 13    | Tzamarot G Center mall |         |        | 9     | Acabado    | 2009   | 2010      |

(El texto en cursiva indica datos provisionales o estimados).
La fuente de información es Emporis (excluyendo One Tower).

### Yoo Tel Aviv

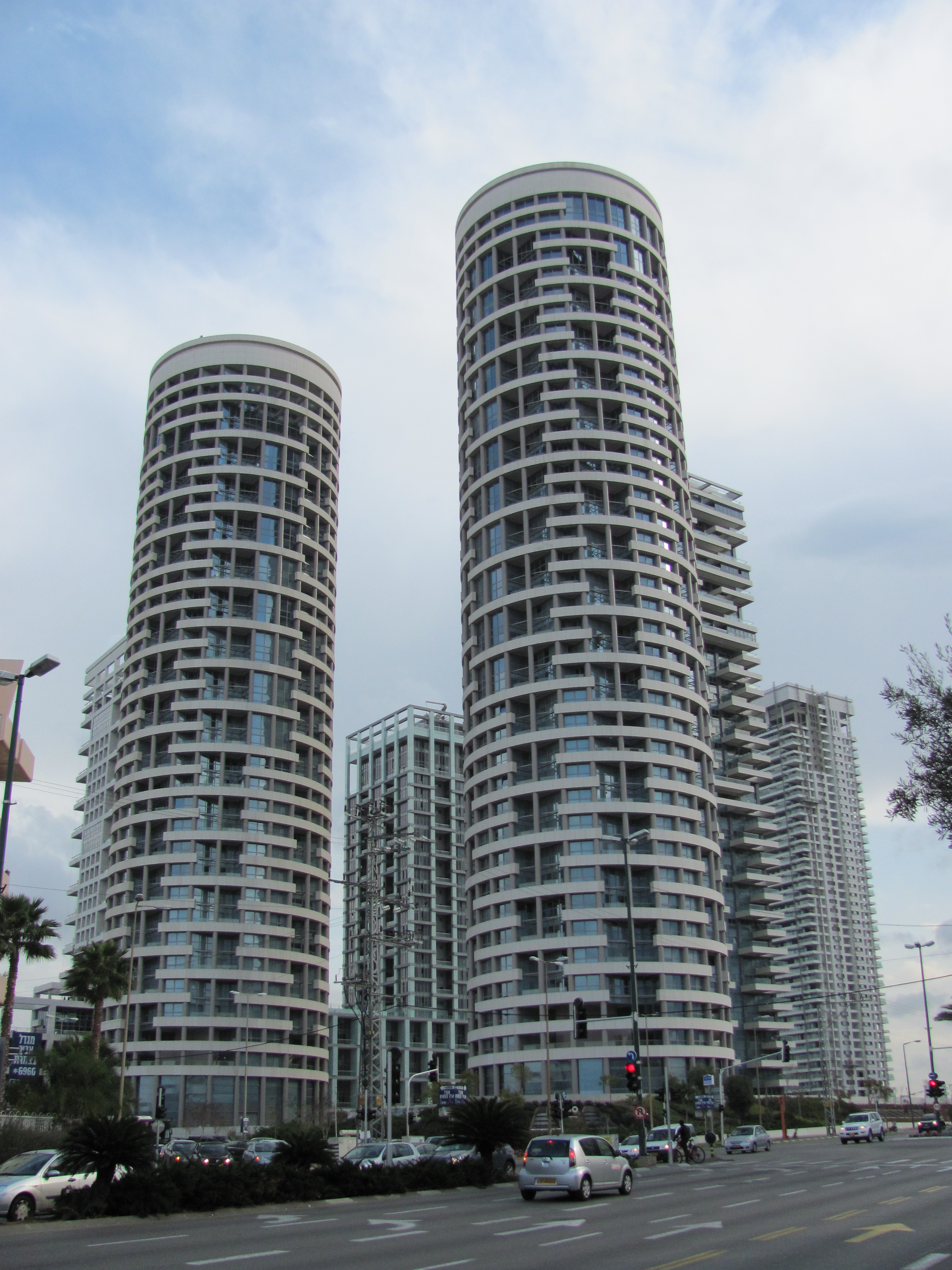
Las Torres Yoo en 2010

Yoo Tel Aviv es un complejo de dos rascacielos terminado en 2007. Las dos torres, llamadas Yoo Tel Aviv 1 y Yoo Tel Aviv 2, se convirtieron en algunas de las estructuras más reconocibles de Tel Aviv y se ubicaron entre los edificios más altos de Israel, siendo la Torre 2 el noveno edificio más alto del país para el momento de su construcción, y la Torre 1 el duodécimo más alto. Las torres tienen 142 metros (155,3 yd) y 128 metros (140 yd) de altura, respectivamente, y en conjunto incluyen más de 300 unidades residenciales.
Yoo Tel Aviv fue diseñado por Philippe Starck en cooperación con Moore Yaski Sivan Architects y el Grupo Habas. El costo total del proyecto se estima en 145 millones de dólares. Los edificios incluyen un spa, un salón, un club de salud y un cine privado, todos diseñados por Starck. Los compradores de apartamentos en el complejo tenían la opción de elegir entre cuatro estilos de acabado: cultura, minimalista, clásico y naturaleza.
El complejo está construido en una parcela de nueve dunams y el precio de los apartamentos oscilaba entre 4.000 y 8.000 dólares por metro cuadrado. El 75 % de los apartamentos de la primera fase del proyecto (Torre 1) se vendieron por 300 millones de NIS en 2005, dos años antes de su finalización. Para marzo de 2009, más del 90 % de los apartamentos se habían vendido a un precio promedio de 7.000 a 7.500 dólares por metro cuadrado. Bar Refaeli vive en esta torre.

### Torre de Manhattan
La torre Manhattan incluye 180 apartamentos de lujo con un gran complejo de spa privado. Se vendieron 150 apartamentos sobre plano en sólo tres semanas y, según se informó, los precios eran la mitad de los de las adyacentes Yoo Towers. Al finalizar su construcción, la torre fue la más grande y alta construida únicamente por un grupo de compradores privados en Israel. Los arquitectos de la torre fueron Moore Yaski Sivan Architects .

### Torre W y Torre W Boutique
La Torre W fue construida por el Grupo Canadá Israel y diseñada por Yashar Architects. Con 156,4 metros (171 yd) de altura y 46 pisos, fue la torre residencial más alta de Israel cuando se completó. La W Boutique Tower, también del Grupo Canadá Israel, fue diseñada por Barely Levitzky Kassif Architects. Se completó en 2013 y cuenta con 31 plantas.
Entre los propietarios de la Torre W se encuentran el exjefe del Mossad Meir Dagan, los ex generales Moshe Kaplinsky, Menachem Einan y la famosa top model Bar Refaeli.

### Torre NAM
La Torre NAM cuenta con 30 pisos y una altura de 101 metros (331 ft). La torre fue construida por Danya Cebus. La construcción comenzó en 2006 y se completó en 2010. Entre los inversores se encontraba la familia Namvar. El edificio fue diseñado en estilo arquitectónico modernista, con una fachada blanca. Tiene luces en los cuatro lados del edificio.